# Подводные лодки типа «Редутабль» (1931)
Подводные лодки типа «Редутабль» (фр. Classe Le Redoutable) — крейсерские подводные лодки французского флота, построенные в 20−30-х годах XX века. По французской классификации являлись подводными лодками 1-го класса (водоизмещением свыше 1000 тонн). Всего построили 31 лодку по программам 1924 (2 единицы), 1925 (7 единиц), 1926 (5 единиц), 1927 (5 единиц), 1928—1929 (6 единиц) и 1930 (6 единиц) годов.

## Конструкция
По мере строительства лодок, в проект вносились некоторые изменения, связанные, главным образом, с увеличением мощности силовой установки. На лодках 1-серии (первые 19 единиц) мощность дизелей составляла 6000 л.с., а надводная скорость 17 узл. Лодки 2-серии (6 единиц) имели уже двигатели мощностью 7200 л.с. и развивали скорость 19 узл., а лодки 3-серии (6 единиц) при мощности в 8000 л.с. могли развить скорость в 20 узл.
Субмарины имели двухкорпусную конструкцию и могли погружаться на глубину 75 м, отличались хорошей мореходностью и управляемостью, но довольно длительным временем погружения — 45-50 секунд.
В 1941 году некоторые балластные цистерны на лодках приспособили для хранения дополнительного запаса топлива, что позволило увеличить дальность плавания до 4000 миль (17 узл.) или 10000 миль (10 узл.).

## Вооружение
Торпедное вооружение лодок включало 4 носовых 550-мм ТА, сразу за рубкой размещалась 4-трубная торпедная установка, состоявшая из двух 400-мм и двух 550-мм труб. В корме субмарин находилась 3-трубная 550-мм поворотная торпедная установка. В 1942 году на некоторых лодках 4-трубная установка была заменена на 3-трубный 550-мм аппарат.
Перед боевой рубкой располагалось 100-мм артиллерийское орудие, 1 × 2 пулемёт калибра 13,2 мм был размещён на рубке ближе к корме. В 1943—1944 годах лодки «Аршимед», «Казабьянка» и «Глорьё» получили по 2 20-мм/75 зенитных автомата.

## Служба
Две лодки этого типа были потеряны до войны: «Промете» — затонула 8 июля 1932 года у Шербура, «Феникс» — погибла в районе Камрани 15 июня 1939 года.
Лодки «Пастер», «Ашилль», «Агоста», и «Уэссан» к началу немецкого вторжения во Францию находились на ремонте в Бресте и были взорваны 18 июня 1940 года.
В боевых действиях Второй мировой войны субмарины принимали участие как на стороне союзников, так и на стороне правительства Виши.
Лодка «Понселе» открыла боевой счет подводных сил союзников в войне, захватив 28 сентября 1939 года у Азорских островов немецкий блокадопрорыватель «Хемниц».
24 сентября 1940 года у Дакара лодка «Бевезье» торпедировала британский линкор «Резолюшн», участвовавший в Сенегальской операции союзников. Линкор остался на плаву и был отправлен на ремонт в США.

## Список подводных лодок
1 серия
| Подводная лодка                                    | Бортовой номер | Верфь | Спущена на воду | Начало службы Порт приписки | Конец службы |
| -------------------------------------------------- | -------------- | ----- | --------------- | --------------------------- | --- |
| Редутабль (Грозный) (фр. Redoutable)               | Q136           | АC    | 24.02.1928      | 10.07.1931 Шербур           | затоплена в Тулоне 27.11.1942, поднята итальянцами, потоплена союзной авиацией 11.03.1944                                    |
| Ванжёр (Мститель) (фр. Vengeur)                    | Q137           | АC    | 1.09.1928       | 18.12.1931 Шербур           | затоплена в Тулоне 27.11.1942                                                                                                |
| Паскаль (Блез Паскаль) (фр. Pascal)                | Q138           | АB    | 19.07.1928      | 10.09.1931 Брест            | затоплена в Тулоне 27.11.1942, поднята итальянцами, потоплена союзной авиацией 11.03.1944                                    |
| Пастер (Луи Пастер) (фр. Pasteur)                  | Q139           | АB    | 19.08.1928      | 1.09.1932 Брест             | взорвана в Бресте 18.06.1940                                                                                                 |
| Анри Пуанкаре (Анри Пуанкаре) (фр. Henri Poincare) | Q140           | АL    | 10.04.1929      | 23.12.1931 Лорьян           | затоплена в Тулоне 27.11.1942, поднята итальянцами, переименована в FR-118, переведена в Геную, затоплена в Специи 9.09.1943 |
| Понселе (Жан-Виктор Понселе) (фр. Poncelet)        | Q141           | АL    | 10.04.1929      | 1.09.1932 Лорьян            | повреждена и затоплена 8.11.1940 у Либревиля британским шлюпом «Милфорд» во время Габонской операции союзников               |
| Аршимед (Архимед) (фр. Archimede)                  | Q142           | CNF   | 6.09.1930       | 22.12.1932 Шербур           | отправлена на слом 9.02.1952                                                                                                 |
| Френель (Огюстен Жан Френель) (фр. Fresnel)        | Q143           | ACLP  | 8.06.1929       | 22.02.1932 Брест            | затоплена в Тулоне 27.11.1942                                                                                                |
| Монж (Гаспар Монж) (фр. Monge)                     | Q144           | FCM   | 25.06.1929      | 19.06.1932 Тулон            | 8.05.1942 потоплена во время Мадагаскарской операции союзников британскими эсминцами «Эктив» и «Пантер»                      |
| Ашилль (Ахилл) (фр. Achille)                       | Q147           | AB    | 28.05.1930      | 29.06.1933 Брест            | взорвана в Бресте 18.06.1940                                                                                                 |
| Ажакс (Аякс) (фр. Ajax)                            | Q148           | AB    | 28.05.1930      | 1.02.1934 Брест             | 24.09.1940 потоплена у Дакара во время Сенегальской операции союзников британским эсминцем «Фортун»                          |
| Актеон (Актеон) (фр. Acteon)                       | Q149           | ACL   | 10.04.1929      | 18.12.1931 Брест            | 8.11.1942 потоплена около Орана британским эсминцем «Весткот»                                                                |
| Ашерон (Ахерон) (фр. Acheron)                      | Q150           | ACL   | 6.08.1929       | 22.02.1932 Брест            | затоплена в Тулоне 27.11.1942                                                                                                |
| Арго (Арго) (фр. Argo)                             | Q151           | ACD   | 11.04.1929      | 12.02.1933 Брест            | отправлена на слом 26.04.1946                                                                                                |
| Промете (Прометей) (фр. Promethee)                 | Q153           | ACL   | 23.10.1930      | -                           | затонула в результате аварии в районе Шербура 7.07.1932                                                                      |
| Персе (Персей) (фр. Persée)                        | Q154           | CNF   | 23.05.1931      | 10.06.1934 Шербур           | 23.09.1940 потоплена у Дакара во время Сенегальской операции союзников британскими эсминцами «Форсайт» и «Энглфилд»          |
| Проте (Протей) (фр. Protée)                        | Q155           | FCM   | 31.07.1930      | 1.11.1932 Тулон             | в 1940 г. была разоружена в Александрии, в 1943 г. присоединилась к союзникам, 29.12.1943 погибла на мине у Тулона           |
| Пегас (Пегас) (фр. Pegase)                         | Q156           | ACL   | 28.06.1930      | 19.06.1932 Брест            | отправлена на слом 10.06.1950                                                                                                |
| Феникс (Феникс) (фр. Phenix)                       | Q157           | ACD   | 12.04.1930      | 21.10.1932 Брест            | затонула в результате аварии у берегов Вьетнама в районе Камрани 15.06.1939                                                  |

2 серия
| Подводная лодка                              | Бортовой номер | Верфь | Спущена на воду | Начало службы Порт приписки | Конец службы |
| -------------------------------------------- | -------------- | ----- | --------------- | --------------------------- | --- |
| Л’Эспуар (Надежда) (фр. L' Espoir)           | Q167           | АC    | 18.07.1931      | 1.02.1934 Шербур            | затоплена в Тулоне 27.11.1942 |
| Ле Глорьё (Славный) (фр. Le Glorieux)        | Q168           | АCLP  | 29.11.1932      | 1.06.1934 Шербур            | отправлена на слом 27.10.1952 |
| Ле Сантёр (Кентавр) (фр. Le Centaure)        | Q169           | АB    | 14.10.1932      | 1.01.1935 Брест             | отправлена на слом 19.06.1952 |
| Ле Эро (Герой) (фр. Le Héros)                | Q170           | АB    | 14.10.1932      | 12.09.1934 Брест            | потоплена в гавани Диего-Суареса 7.05.1942 самолетами с британского авианосца «Илластриес» во время Мадагаскарской операции союзников |
| Ле Конкеран (Победитель) (фр. Le Conquérant) | Q171           | АCL   | 26.06.1934      | 7.09.1936 Брест             | 13.11.1942 потоплена американской авиацией у Вилья-Сиснерос (Марокко)                                                                 |
| Ле Тона (Громовержец) (фр. Le Tonnant)       | Q172           | FCM   | 15.12.1934      | 1.06.1937 Тулон             | тяжело повреждена в результате воздушных атак, но сумела прорваться в испанские воды и затоплена у Кадиса 15.11.1942                  |

3 серия
| Подводная лодка                                           | Бортовой номер | Верфь | Спущена на воду | Начало службы Порт приписки | Конец службы |
| --------------------------------------------------------- | -------------- | ----- | --------------- | --------------------------- | --- |
| Агоста (Сражение у Агосты) (фр. Agosta)                   | Q178           | АC    | 30.04.1934      | 1.02.1937 Шербур            | взорвана в Бресте 18.06.1940 |
| Бевезье (Сражение при Бичи-Хед) (фр. Bévéziers)           | Q179           | АC    | 14.10.1935      | 4.06.1937 Шербур            | потоплена в гавани Диего-Суареса 5.05.1942 самолетами с британского авианосца «Илластриес» во время Мадагаскарской операции союзников |
| Уэссан (Бой у острова Уэссан) (фр. Ouessant)              | Q180           | АC    | 30.11.1936      | 1.01.1939 Шербур            | взорвана в Бресте 18.06.1940 |
| Сиди-Ферруш (Сражение у Сиди-Ферруш) (фр. Sidi-Ferruch)   | Q181           | АC    | 9.07.1937       | 1.01.1939 Шербур            | потоплена американской авиацией у Касабланки 11.11.1942                                                                               |
| Сфакс (Сфакс) (фр. Sfax)                                  | Q182           | АCL   | 6.12.1934       | 7.09.1936 Брест             | потоплена по ошибке германской субмариной U-37 у Касабланки 19.12.1940                                                                |
| Казабьянка (Люк Жюльен Жозеф Казабьянка) (фр. Casabianca) | Q183           | ACL   | 2.02.1935       | 1.01.1937 Брест             | отправлена на слом 12.02.1952 |